# Bombyx mori
Bombyx mori (Linnaeus, 1758) è una specie di falena della famiglia Bombycidae, originaria dell'Asia centro-orientale.
La sua larva, conosciuta come baco da seta, ha una notevole importanza economica in quanto utilizzata nella produzione della seta. La sua dieta consiste in foglie di gelso, ma le giovani larve, non ancora capaci di alimentarsi con quest'ultimo, si nutrono delle loro gemme.

## Biologia
Il baco produce la seta in due ghiandole che sono collocate parallele all'interno del corpo. La seta è costituita da proteine raccolte nelle ghiandole, il baco la estrude da due aperture situate ai lati della bocca, i seritteri. La bava sottilissima a contatto con l'aria si solidifica e, guidata con movimenti ad otto della testa, si dispone in strati formando un bozzolo di seta grezza, costituito da un singolo filo continuo di seta di lunghezza variabile fra i 300 e i 900 metri. Il filo microscopicamente è formato da due proteine: due fili di fibroina paralleli ricoperti di sericina.

Il baco impiega 3-4 giorni per preparare il bozzolo formato da circa 20-30 strati concentrici costituiti da un unico filo ininterrotto dopodiché si trasformerà in crisalide e poi questa in farfalla.

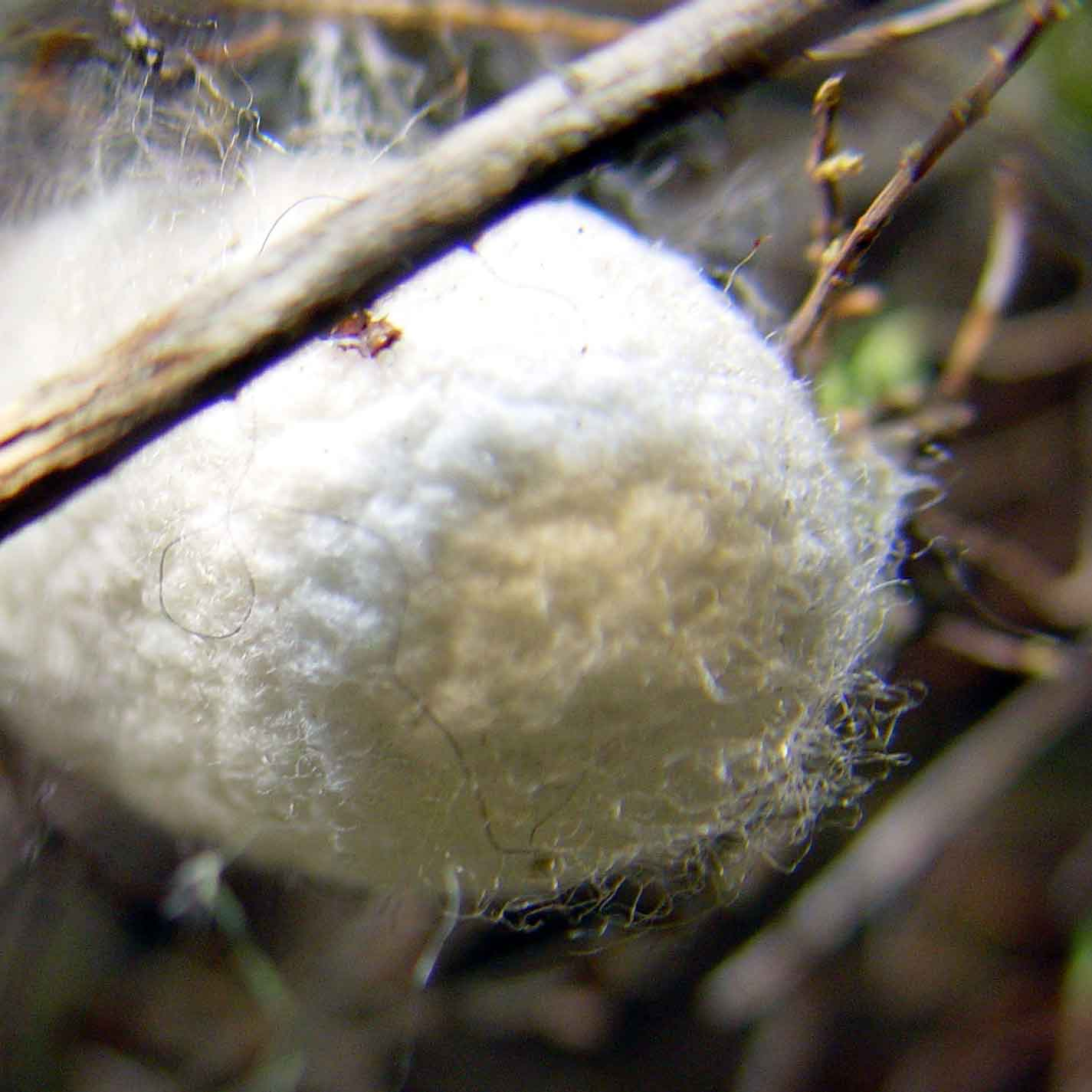
Un bozzolo

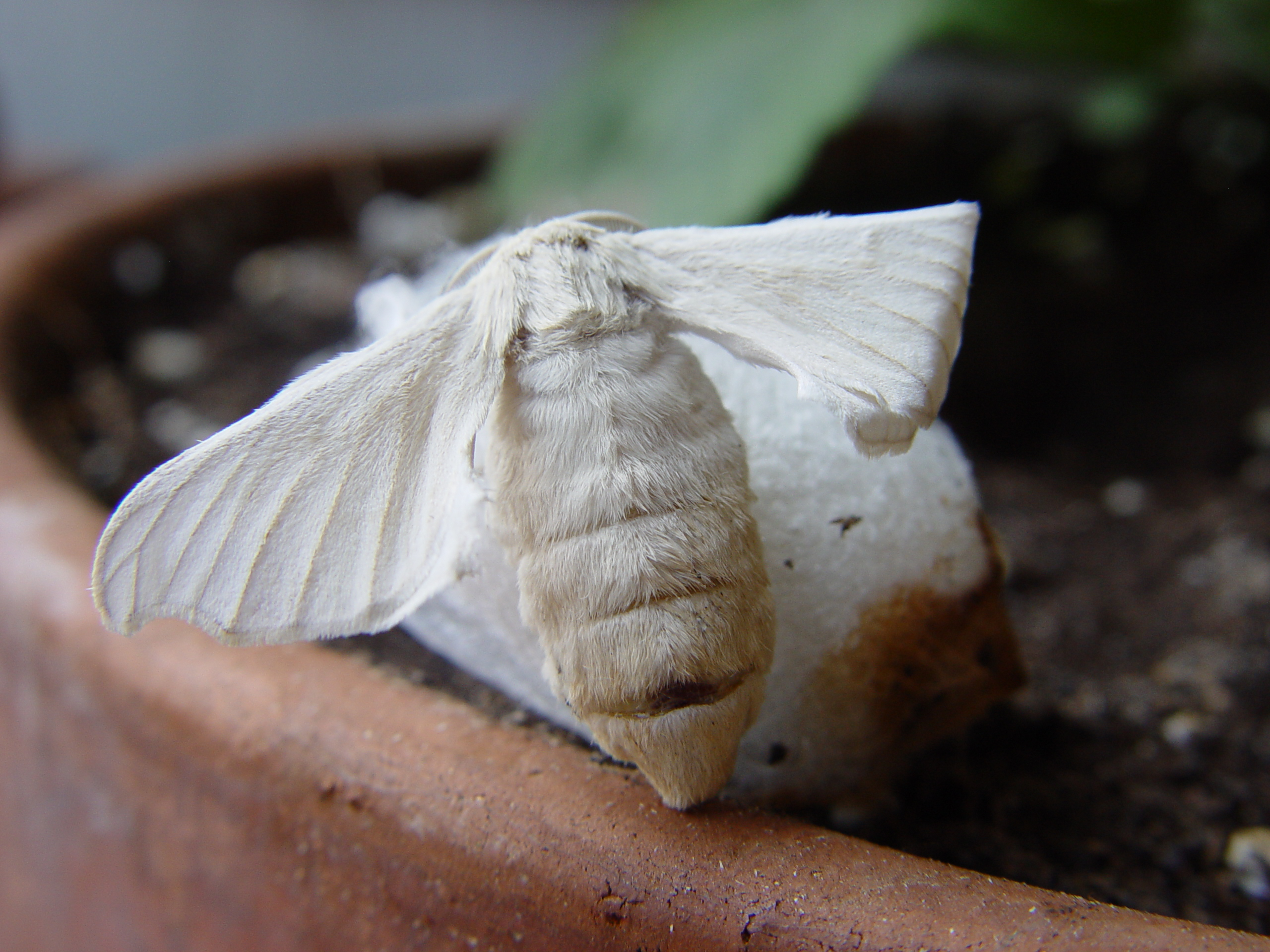
Esemplare femmina della falena sul bozzolo

I bachi da seta hanno un notevole appetito: mangiano foglie di gelso giorno e notte, senza interruzione, e di conseguenza crescono rapidamente. Il loro pasto è interrotto solo quattro volte, durante le "dormite", in corrispondenza di altrettante mute. Le quattro mute suddividono la vita della larva in cinque cosiddette "età". Dopo la quarta muta (ovvero nella quinta età), il corpo del baco diventa giallastro, per la turgidità delle ghiandole della seta all'interno del corpo e la "pelle" più tesa; a questo punto, il baco è pronto per avvolgersi nel suo bozzolo di seta (in gergo si dice anche che il baco "sale al bosco", in quanto il bozzolo viene costruito attorno a rametti secchi). Prima della filatura del bozzolo la larva deve eliminare tutti i liquidi in eccesso e le feci che non possono essere contenute nel bozzolo, questo momento viene definito dagli allevatori "purga". A questo punto il baco che fino a ora si è nutrito sulla foglia fornita dal bachicoltore su ripiani orizzontali, il "letto", inizia a cercare un luogo adatto alla filatura verso l'alto, lontano dal letto di allevamento per cui diventa piuttosto mobile.

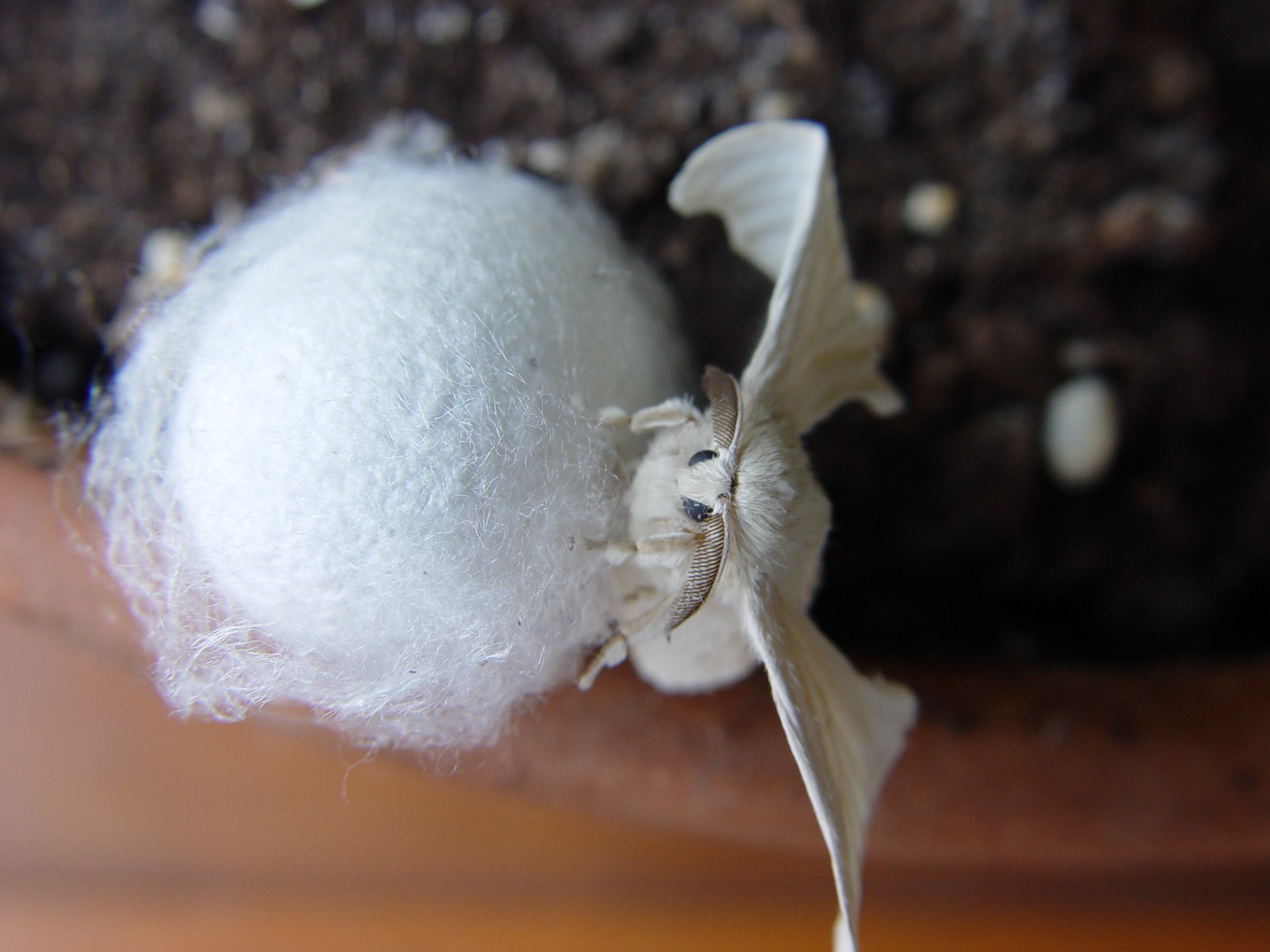
Falena sul bozzolo

Se la metamorfosi arriva a termine e il bruco si trasforma in falena, l'insetto adulto uscirà dopo circa quindici giorni dal bozzolo forandolo, utilizzando un liquido e le zampe, rendendo il filo di seta che lo compone inutilizzabile. Di conseguenza, gli allevatori uccidono le crisalidi in appositi essiccatoi prima che questo avvenga. L'immersione in acqua bollente permette il dipanamento del filo di seta sciogliendo parzialmente lo strato proteico di sericina che avvolge il filo di seta. In alcune culture, la crisalide, estratta dal bozzolo, viene mangiata.
Alcuni bozzoli vengono risparmiati per consentire la riproduzione del baco. La falena del baco da seta è incapace di volare e di cibarsi. Questa specie di insetto esiste ormai solo come risultato di una selezione esplicita da parte dell'uomo e ha presumibilmente perso gran parte delle sue caratteristiche originarie. Per esempio il bruco è incapace di sopravvivere in pieno campo su un gelso: il colore della sua pelle è bianco e manca del necessario mimetismo per cui è facile preda di animali.
Come per tutti gli animali allevati dall'uomo esistono moltissime razze di baco da seta. Allevato per millenni, ogni paese votato alla bachicoltura ha creato peculiari razze con caratteristiche diverse per quantità di seta prodotta, diametro del filo, colore del bozzolo. Hanno produttività superiore le razze dette "poliibrido" giapponese selezionate in quel paese lo scorso secolo.
A causa della sua lunga storia e della sua importanza economica, il genoma del baco da seta è stato oggetto di approfonditi studi da parte della scienza moderna.

## Usi umani

### Alimentazione

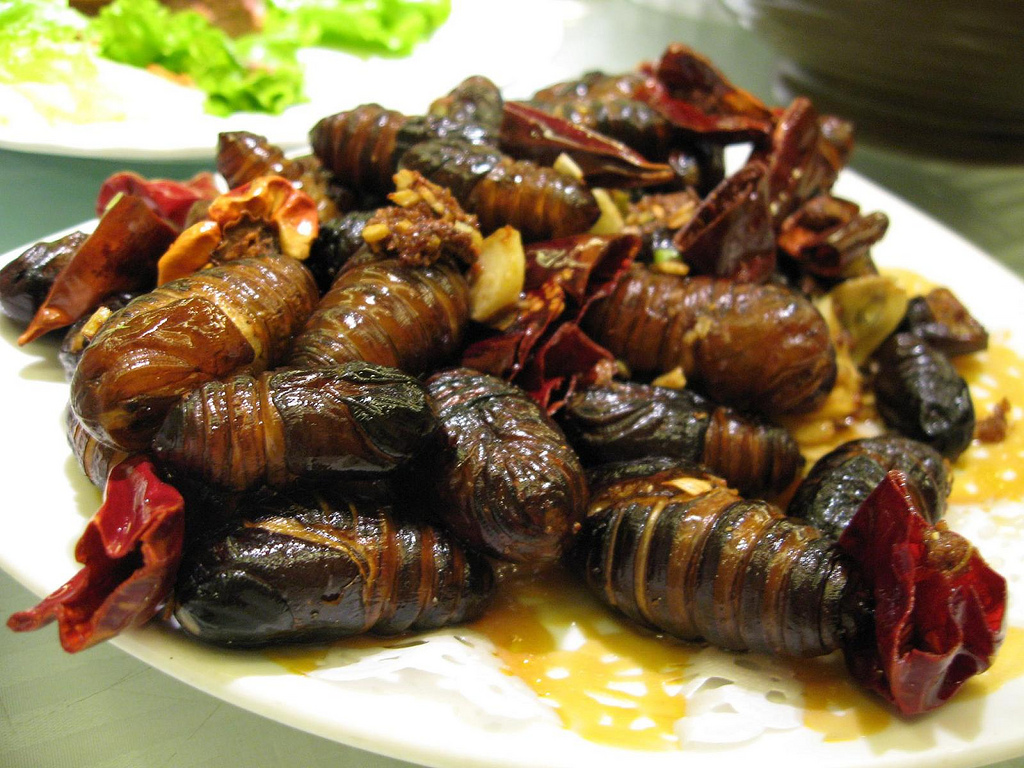
Piatto a base di crisalidi di baco

Le crisalidi del baco da seta vengono mangiate in diversi Paesi dell'Asia (Cina, Corea, Giappone, India, Vietnam).

### Allevamento

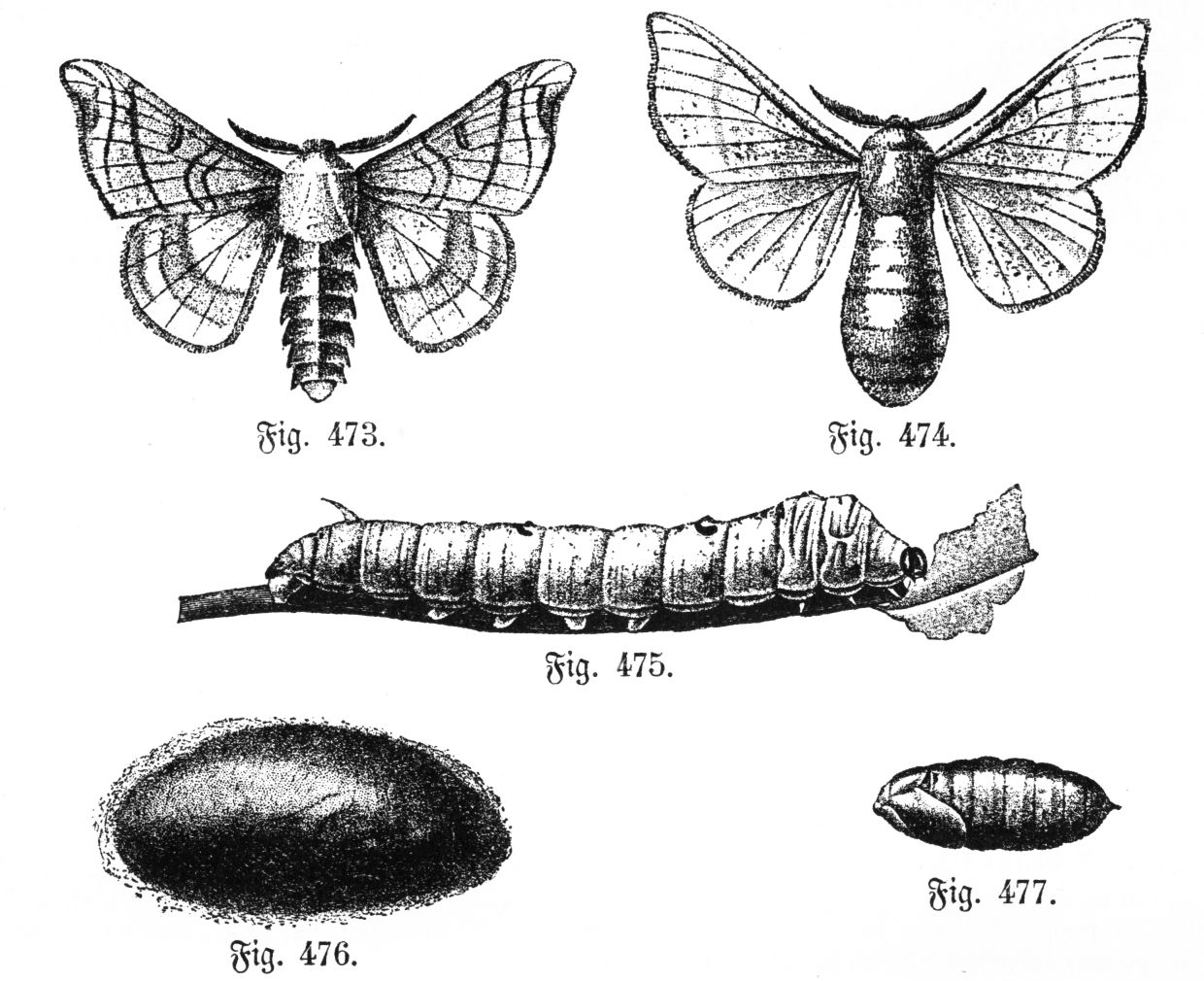
Fig. 473 Il maschio. - Fig. 474 La femmina. - Fig. 475 Bruco. Fig. 476 Bozzolo. - Fig. 477 Pupa leggermente rimpicciolita

Secondo una delle leggende relative al baco, diffusa in Cina, la scoperta dell'utilità di questo insetto si deve a un'antica imperatrice di nome Xi Ling-Shi nel XXVIII secolo a.C. L'imperatrice stava passeggiando quando notò un bruco. Lo sfiorò con un dito e dal bruco spuntò un filo di seta. Man mano che il filo fuoriusciva dal baco, l'imperatrice lo avvolgeva attorno al dito, ricavandone una sensazione di calore. Alla fine, vide un piccolo bozzolo, e comprese improvvisamente il legame fra il baco e la seta. Insegnò quanto aveva scoperto al popolo, e la notizia si diffuse.
Nell'antichità classica la seta viaggiava, insieme ad altre merci, dalla Cina fino ai paesi mediterranei lungo la famosa via della seta senza che i destinatari finali ne conoscessero l'origine.

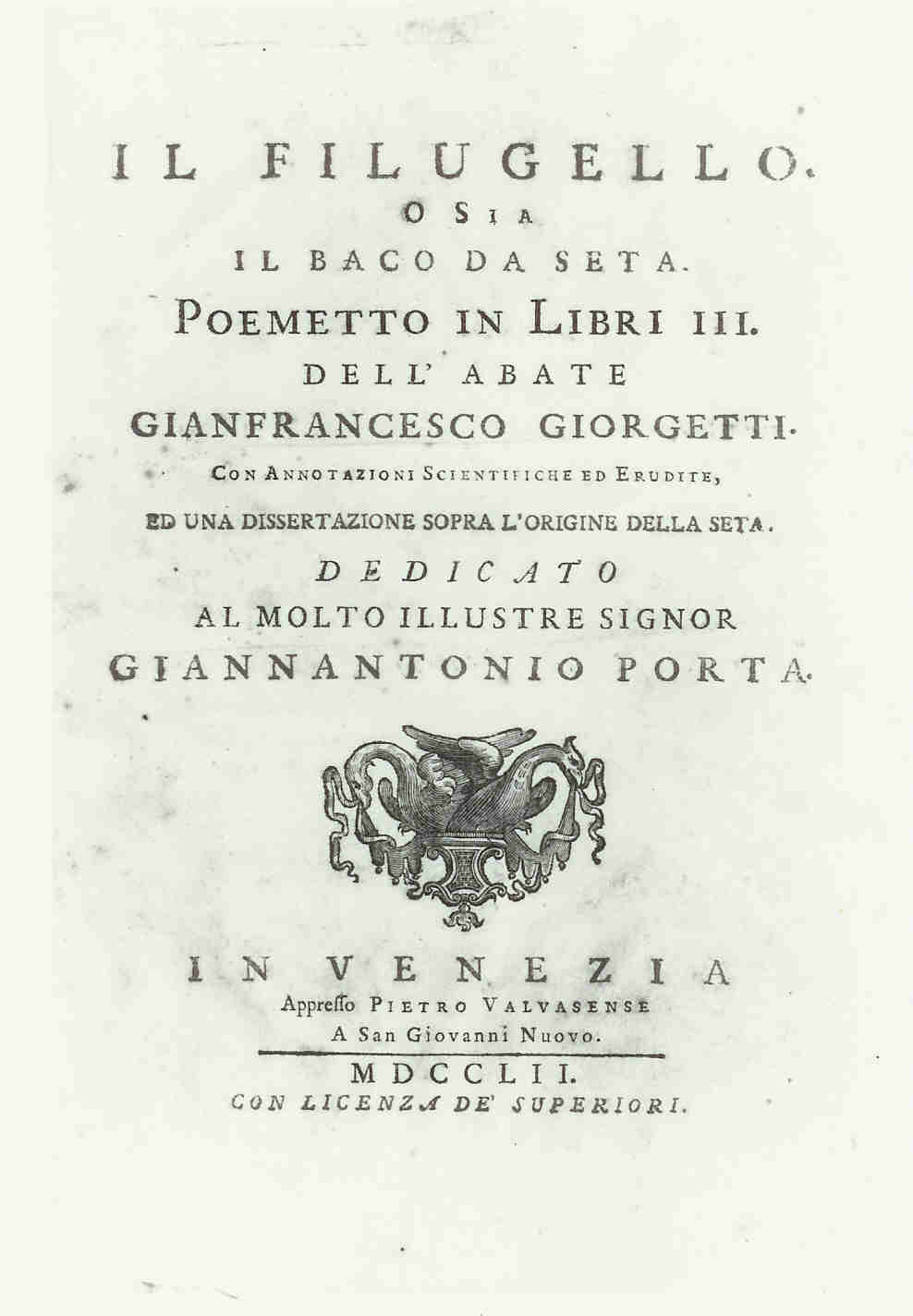
Frontespizio di un testo del '700 Tratto da Biblioteca Nuova terra antica

Sotto il dominio bizantino, tra la fine del IX e l'inizio del X secolo, la Calabria fu una delle prime regioni d'Italia a introdurre la bachicoltura in Europa. Secondo lo storico André Guillou, intorno al 1050, il thema di Calabria contava 24 000 gelsi coltivati per le loro foglie e il loro numero tendeva a espandersi.
Quando conquistarono la Sicilia, i saraceni vi introdussero l'allevamento dei bachi da seta. In seguito, questa pratica si diffuse anche altrove ma la Calabria e la Sicilia mantennero per diversi secoli una posizione avvantaggiata nella produzione di seta; questa attività contribuì notevolmente alla ricchezza dell'isola. La massima produzione di seta si raggiunse nel Nord Italia nel XVIII secolo, cominciò a calare nel periodo tra le due guerre per scomparire totalmente negli anni cinquanta a causa della concorrenza della Cina che ne è attualmente il maggior produttore mondiale.

### Medicina
Il baco da seta viene utilizzato dalla medicina tradizionale cinese nella forma di bombyx batryticatus o "baco da seta rigido". Si tratta del corpo calcificato della larva della quarta o quinta età e morta di calcino, una malattia dovuta all'infezione da parte del fungo Beauveria bassiana. Il baco calcificato viene usato per risolvere problemi al ventre e di digestione, come aerofagia, mal di pancia, e sonnolenza.